# Ribeirão Acangapiranga
Ribeirão Acangapiranga är ett vattendrag i Brasilien.   Det ligger i delstaten Rondônia, i den centrala delen av landet, 1 600 km väster om huvudstaden Brasília.
Omgivningarna runt Ribeirão Acangapiranga är huvudsakligen savann. Runt Ribeirão Acangapiranga är det glesbefolkat, med 11 invånare per kvadratkilometer.